# Fredrika Gers
Fredrika Gers (* 28. Dezember 1959 in Hamburg; † 27. August 2019) war eine deutsche Autorin und Werbetexterin.

## Leben
Nach ihrer Ausbildung zur Bankkauffrau arbeitete sie als Schiffsmaklerin, später als Werbetexterin für Agenturen in Hamburg, Düsseldorf, Frankfurt und München. In den 1990er Jahren erschienen ihre Romane Netzjagd und Lange Leitung, in denen sie sich mit der damals noch weithin unbekannten Welt des Internets und der Computer beschäftigte. Seit 2003 lebte die gebürtige Hamburgerin im Berchtesgadener Land in Bayern. Ihre Eindrücke von den Einheimischen und den Bergen flossen 2012 in den Berchtesgaden-Krimi Die Holzhammer-Methode mit der Ermittlerfigur Hauptwachtmeister Franz Holzhammer.

## Werke
- Lange Leitung. Goldmann 1995, ISBN 3-442-42845-9
- Netzjagd. Sybex 1996, ISBN 3-8155-0235-7
- Die Holzhammermethode. rororo 2012, ISBN 3-499-25876-5
- Teufelshorn: Holzhammer ermittelt. rororo 2013, ISBN 978-3-499-26687-4
  - Hörbuch ISBN 3-86804-328-4
- Gut getroffen. Holzhammer ermittelt. rororo 2014, ISBN 978-3-499-26850-2
- Frühjahrsputz: Holzhammer ermittelt. rororo 2016, ISBN 978-3-499-26995-0
- Mord am Toten Mann: Holzhammer ermittelt. rororo 2017, ISBN 978-3-499-29153-1